# Societat Catalana de Pediatria
La Societat Catalana de Pediatria és una entitat de caràcter científic i cultural en l'àmbit de les Ciències de la Salut aplicades a la infància i adolescència, amb personalitat jurídica pròpia, està adherida a l'Acadèmia de Ciències Mèdiques de Catalunya i de Balears, associada a l'Asociación Española de Pediatría i vinculada a la Fundació Catalana de Pediatria. Fou fundada el 1926 per iniciativa d'August Brossa, Salvador Goday, Joan Casasayas i Manuel Salvat.
Compta amb Grups de Treball i edita diverses publicacions, com el butlletí Pediatria Catalana. El 2001 va rebre la Creu de Sant Jordi.

## Presidents
- Manuel Salvat i Espasa (1926-1928)
- Joan Córdoba Rodríguez (1929-1931)
- Pere Calafell i Gibert (1955-1960)
- Josep Maria Sala i Ginebreda (1961-1963)
- Oriol Casassas i Simó (1974-1976)[2]